# 忠清北道
忠清北道（韩语：／ Chungcheong-buk do），是位于韩国中部的一个行政道，东与江原特別自治道和庆尚北道以小白山脉为界，西与忠清南道以锦江为界，南与全罗北道接壤，北与江原特別自治道和京畿道毗邻，是韩国唯一不靠海的内陆行政道，面积7,407.1平方公里，首府位于清州市:278-279，人口約160万。
地处韩国中部的忠清北道在古代是高句丽、百济和新罗的角逐之地。高丽和朝鲜王朝时期，忠清北道是连接汉阳和岭南地区的重要隘口:278-279。忠清北道的两大城市清州市和忠州市分别是统一新罗五小京中的西原京和中原京:279-281。
忠清北道自古就属于韩国的中部文化圈。清州市是联合国教科文组织世界记忆项目现存世界上最古老的金属活字本《直指心体要节》的发祥地，也是联合国教科文组织国际记忆遗产中心（ICDH）未来的所在地。忠州市每年举行联合国教科文组织协办的以“世界武术和文化的相遇”为主题的世界武术节，弘扬韩国传统武术跆跟，并且每年举办世界跆跟大赛及全国跆跟大赛。忠州亦是联合国教科文组织下属非物质文化遗产政府间委员会顾问机构世界武术联盟（WoMAU）的总部所在地，建有世界武术公园以及园内的世界武术博物馆。
月岳山国立公园、小白山国立公园、俗离山国立公园、丹阳八景、忠州湖、大清湖、椒井泉水等都位于忠清北道:282-283。堤川市每年仲夏举办的堤川国际音乐电影节是韩国唯一的音乐电影节。

## 历史
三韩时期，忠清北道是马韩之地。三国时期，忠清北道是百济、新罗和高句丽激烈争夺的地方。百济占据中部的清州市和报恩郡地区。新罗占据南部的永同郡、沃川郡以及报恩郡南部地区。高句丽则占据东北部的堤川市、丹阳郡、忠州市、槐山郡和镇川郡等地区。进入4世纪后，百济占据了整个忠清北道地区。统一新罗时期，忠州是统一新罗五小京中的中原京，清州是西原京。:279-281

忠州塔坪里七层石塔（中央塔）

995年（成宗14年），高丽将全国分成10个道，在忠清北道地区设忠原道，管辖13郡42县。1106年（睿宗元年），忠原道与关内道、河南道合并为杨广忠清南道，1171年（明宗元年），又被分为两个道，大部分忠清北道地区属杨广道，设有忠州牧和清州牧。1315年（忠肃王2年），两道再次合并称为杨广道，1356年（恭愍王5年）首次改称忠清道。:279
1395年（太祖4年），朝鲜王朝将原杨广道下属郡县划归京畿道，并将忠州、清州、公州和洪州下属郡县合并为忠清道，观察使设在忠州。1895年（高宗32年），朝鲜废止道制后将全国划分为23个府。忠北地区由忠州府管辖。次年朝鲜实行十三道制时，忠北地区首次称为忠清北道，观察使设在忠州。1908年6月5日，道厅移至清州，改编为18个郡199个面。在此之后，忠清北道的郡、面划分数次变化。1931年，清州忠州面升格为邑。:279
1946年6月1日，清州邑升格为府，行政区划改为1府10郡3邑102面。1949年，清州府改为清州市。1956年，忠州邑升格为市，阴城面升格为邑，行政区划成为2市10郡5邑100面。2014年7月1日，清州市和清原郡合并为清州市，下设4个区3个邑和10个面:279。目前，忠清北道的行政区划为3个市8个郡。

## 地理

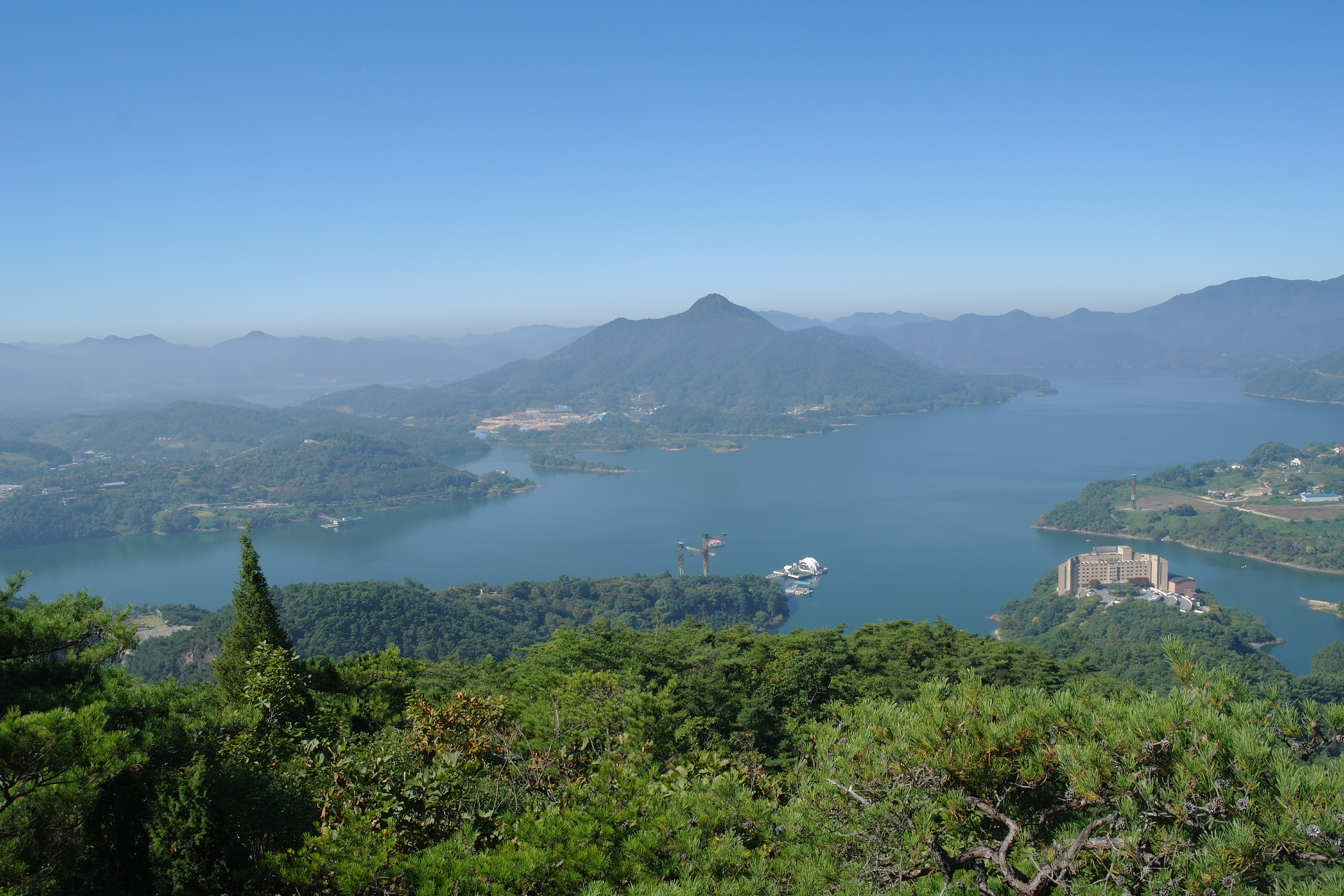
忠州湖

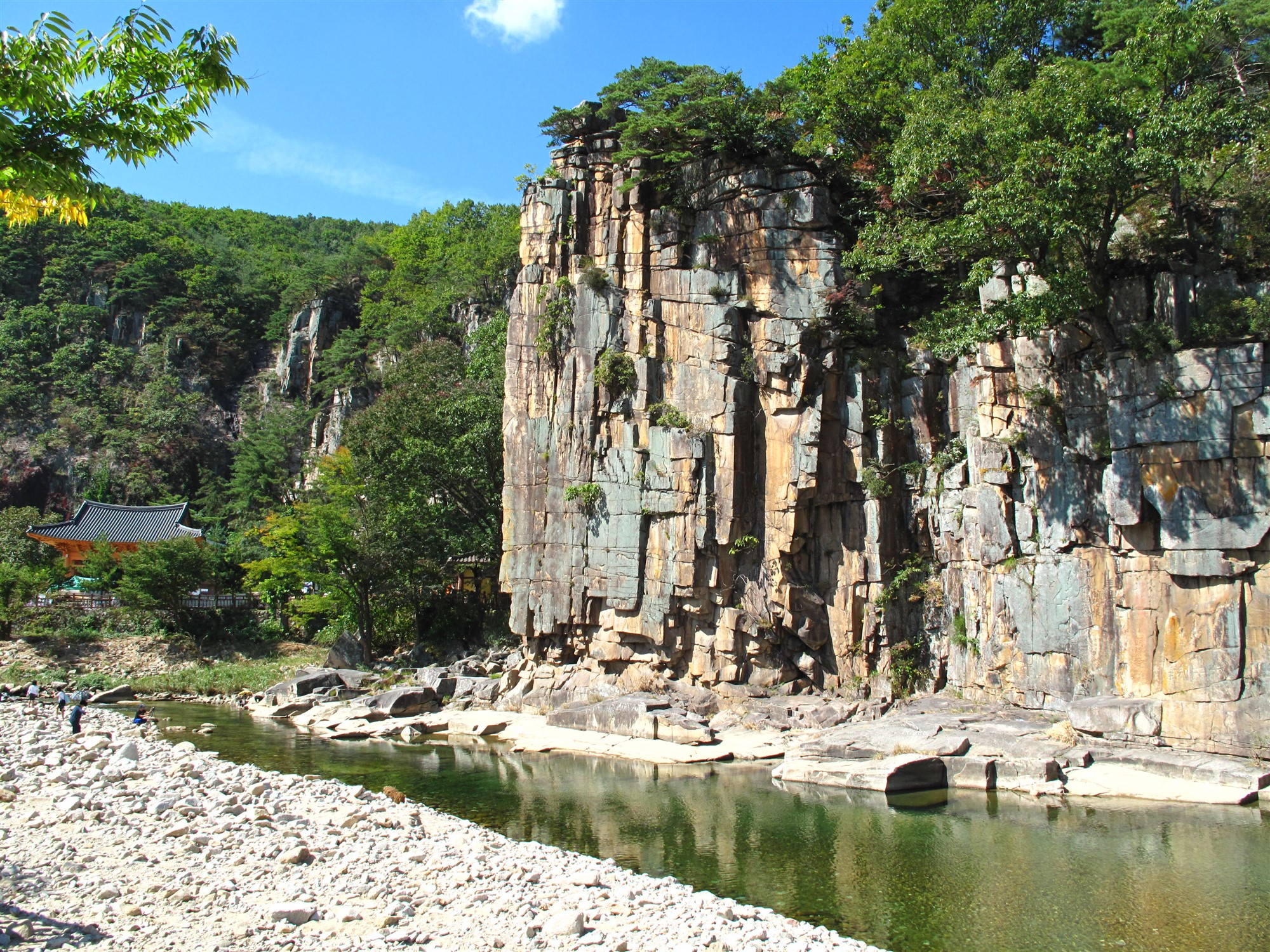
丹阳八景之舍人岩

忠清北道位于韩国国土的中央部位，东以小白山脉与江原道和庆尚北道为界，西隔着锦江与忠清南道相连，南与全罗北道接壤，北与江原道和京畿道毗邻，是韩国唯一的内陆行政道，面积7,407.1平方公里，人口超160万。镇川郡柏谷面是忠清北道距海最近的地方，与忠清南道牙山湾直线距离约47公里。:278-279
忠清北道地势大体上东高西低，东北部的太白山脉、东部的小白山脉和西北部的车岭山脉环绕形成巨大的盆地地形，山地多平原少。从东北太白山脉分出的小白山脉沿着道南部分界线向西南延展，耸立着小白山（1440米）、兜率峰（1314米）、文绣峰（1162米）、俗离山（1057米）、眠周之山（1242米）等海拔1000米之上的山峰。忠清北道与江原道交界线上的车岭山脉耸立着南台山（1132米）、白云山（981米）等山峰。:278-279
小白山脉和车岭山脉之间的山地是南汉江与锦江的分水岭，其东北部是南汉江及其支流达川江，西南部是锦江及其支流美湖川、报清川。南汉江发源于江原道五台山，在流经永春、丹阳、水山、清风时，分别与梅浦川、丹阳川、堤川川、广川汇合，在其流域内形成河谷平原。美湖川在阴城郡西部和镇川郡形成镇川盆地以及忠清北道最大的平原美湖平原。堤川川形成堤川盆地。:279

### 气候
地处韩国中部内陆地区的忠清北道属典型的大陆性气候，冬季寒冷干燥，夏季高温多雨。忠清北道年均气温为10℃—12℃，其中1月份平均气温-3℃—4℃，8月份平均气温25℃—26℃，年温差约30℃。越往北部内陆地区，气温越低。忠清北道年均降水量为1000-1200毫米，主要集中在6-8月份。越往内陆地区，降水量越少。:279

## 行政区划

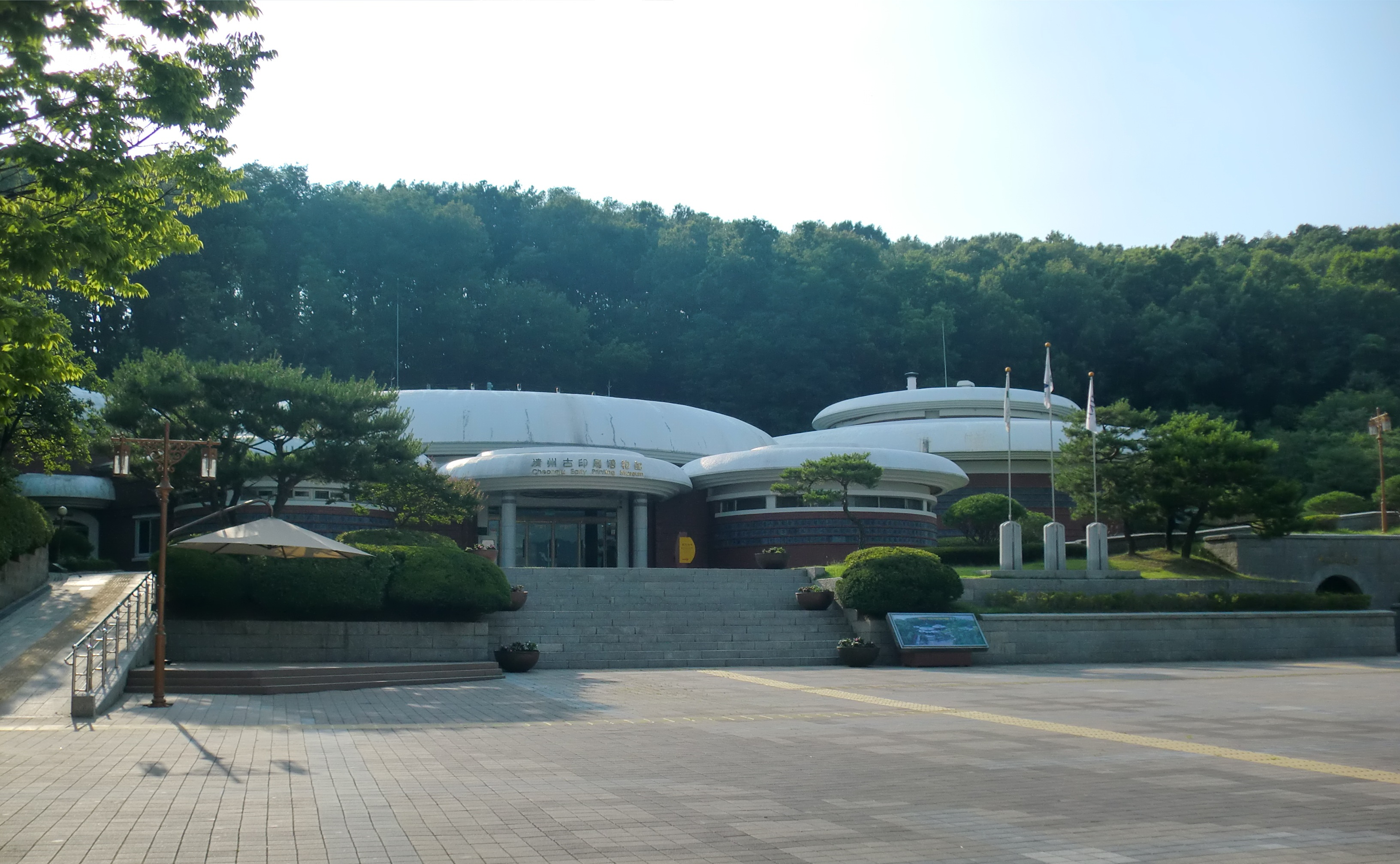
清州市

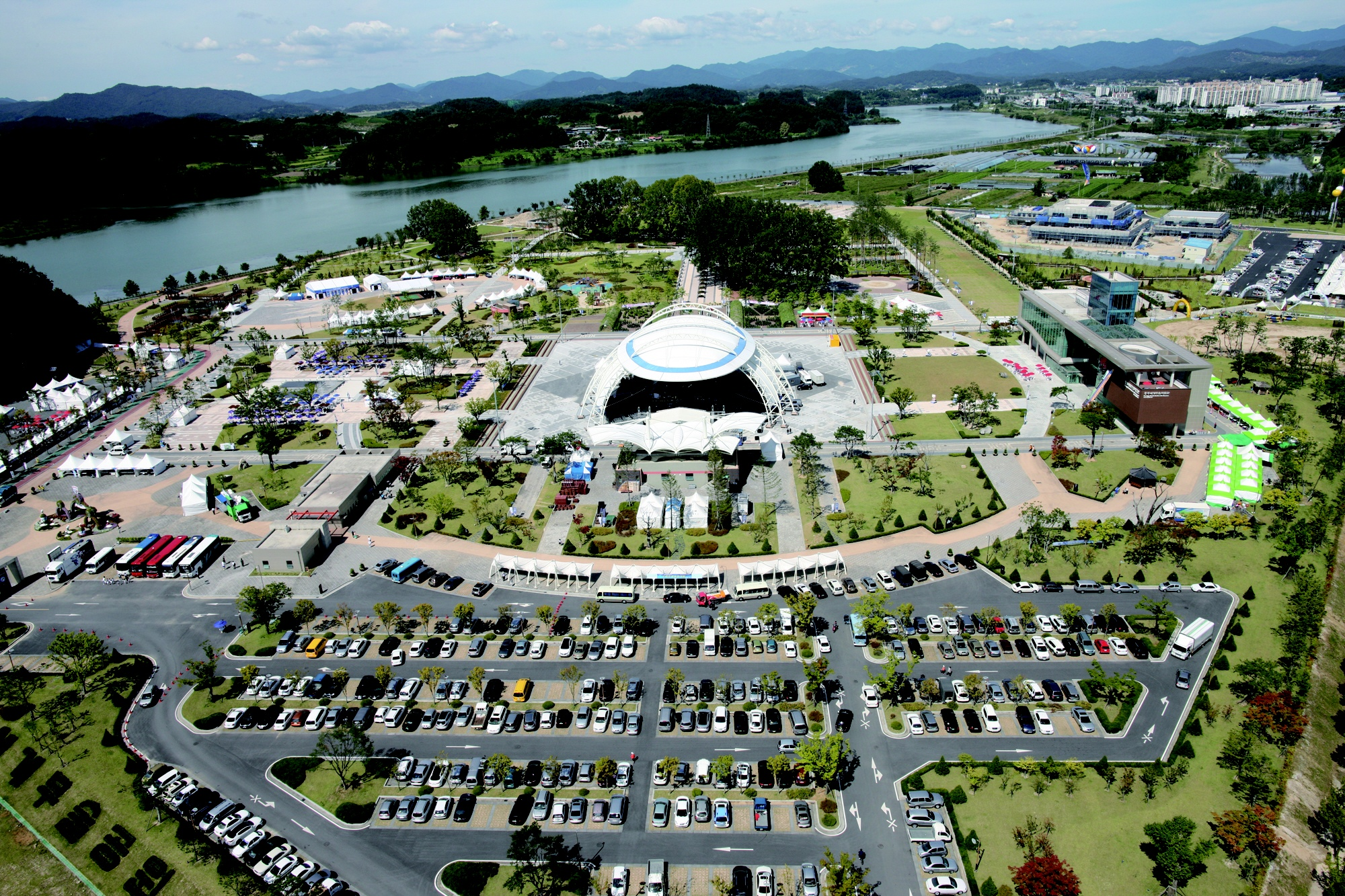
忠州市

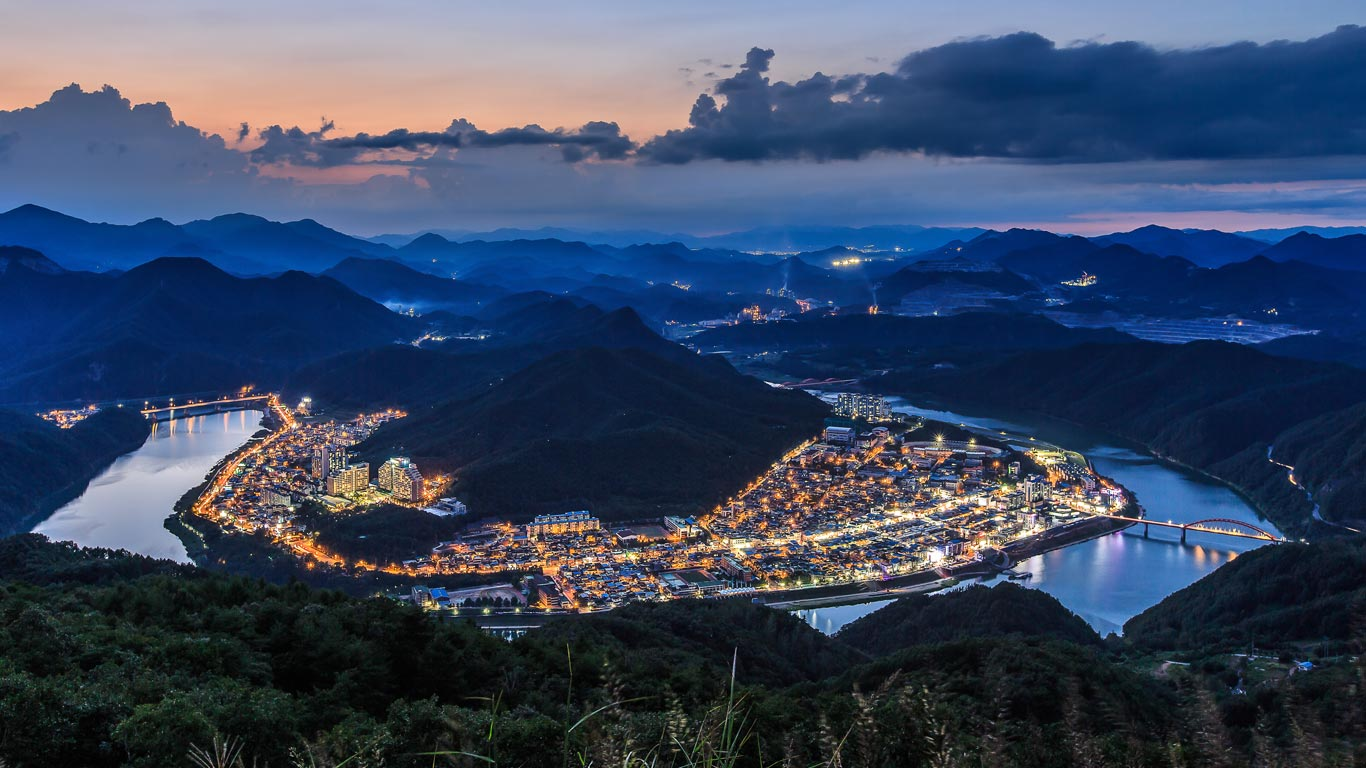
丹阳郡

忠清北道行政區劃由3市、8郡構成。

| 地图       | #      | 名称   | 韩文    | 人口（2021年4月） |
| ---------- | ------ | ------ | ------- | ----------------- |
|            |        |        |         |                   |
| — 大都市 — |        |        |         |                   |
| 1          | 清州市 | 청주시 | 845,534 |                   |
| — 市 —     |        |        |         |                   |
| 2          | 忠州市 | 충주시 | 209,434 |                   |
| 3          | 堤川市 | 제천시 | 132,643 |                   |
| — 郡 —     |        |        |         |                   |
| 5          | 阴城郡 | 음성군 | 92,349  |                   |
| 6          | 镇川郡 | 진천군 | 84,437  |                   |
| 7          | 沃川郡 | 옥천군 | 50,341  |                   |
| 8          | 永同郡 | 영동군 | 46,497  |                   |
| 9          | 槐山郡 | 괴산군 | 37,567  |                   |
| 10         | 曾坪郡 | 증평군 | 36,532  |                   |
| 11         | 报恩郡 | 보은군 | 32,211  |                   |
| 12         | 丹陽郡 | 단양군 | 28,758  |                   |

## 经济
忠清北道农田总面积14.0305万公顷，其中水田6.7815万公顷，旱田7.2490万公顷，旱田比重稍高。由于日照时间长，土壤肥沃，忠北大米是知名的优质农产品，主要产于美湖平原、忠州平原、镇川平原、曾坪平原等地。除大米外，忠北还出产大麦、小米、玉米、荞麦。堤川市和丹阳郡是知名的玉米产地。沃川郡和岭东则以荞麦闻名。忠北的蔬果产量在全国排名居前。槐山、中原和阴城的黄叶烟叶，槐山、岭东的人参，忠州、阴城的苹果都是收益率较高的经济作物。清原、报恩、岭东建有肉牛生产基地。美湖川流域和镇川地区建有乳制品生产基地和养猪、养鸡基地。:280
堤川市、丹阳郡、忠州市等忠清北道北方地区的矿产资源丰富，主要有金、铁、钨、钼矿石、滑石、氟石、石灰石、煤、石墨、铜、硅等。忠州市的滑石出口到世界各地。丹阳一堤川一带集中建有很多水泥厂。金、硅、石墨、石灰石等矿产在大企业积极参与下产量有了很大的提升。:280

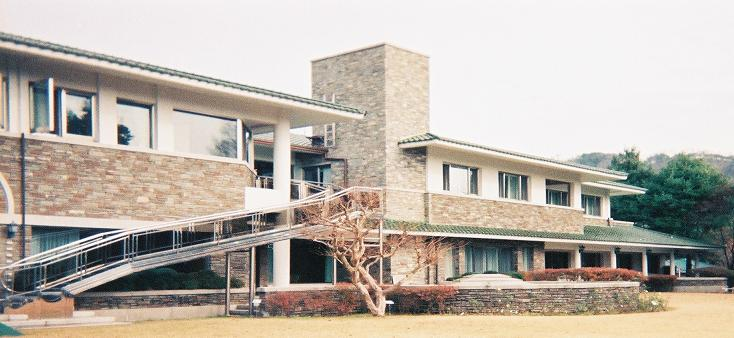
位于清州大清湖畔的韩国总统度假别墅青南台

清州市和忠州市是忠清北道南部和北部地区的工业中心。纤维、电气、电子、皮革、药品、烟草制造等轻工业在南部地区较为发达。自然资源丰富的北部地区则重化工业为较为发达，如丹阳、梅浦、堤川等地的肥料、滑石、水泥、电石等工业。随着制造业向地方迁移，首都圈的制造业企业也开始向忠北邻近京畿道的许多地区迁移。机械、化学、纺织是忠清北道的三大传统工业:280。生物产业、半导体、新能源、零件材料产业是忠北的四大战略性产业，同时也大力发展文化观光、功能性食品、传统医药等产业。

## 交通
位于韩国国土中央位置的忠清北道交通四通八达。贯穿忠清北道中部，连接忠州和清州两大城市的忠北线，将从忠清北道南部穿过的京釜线（鸟致院站）和从其东部经过的中央线（ 凤阳站）连接起来，构成全道“H”型的铁路网:280-281。清州市的五松站连接着京釜高速线、湖南高速线、忠北线、五松线。

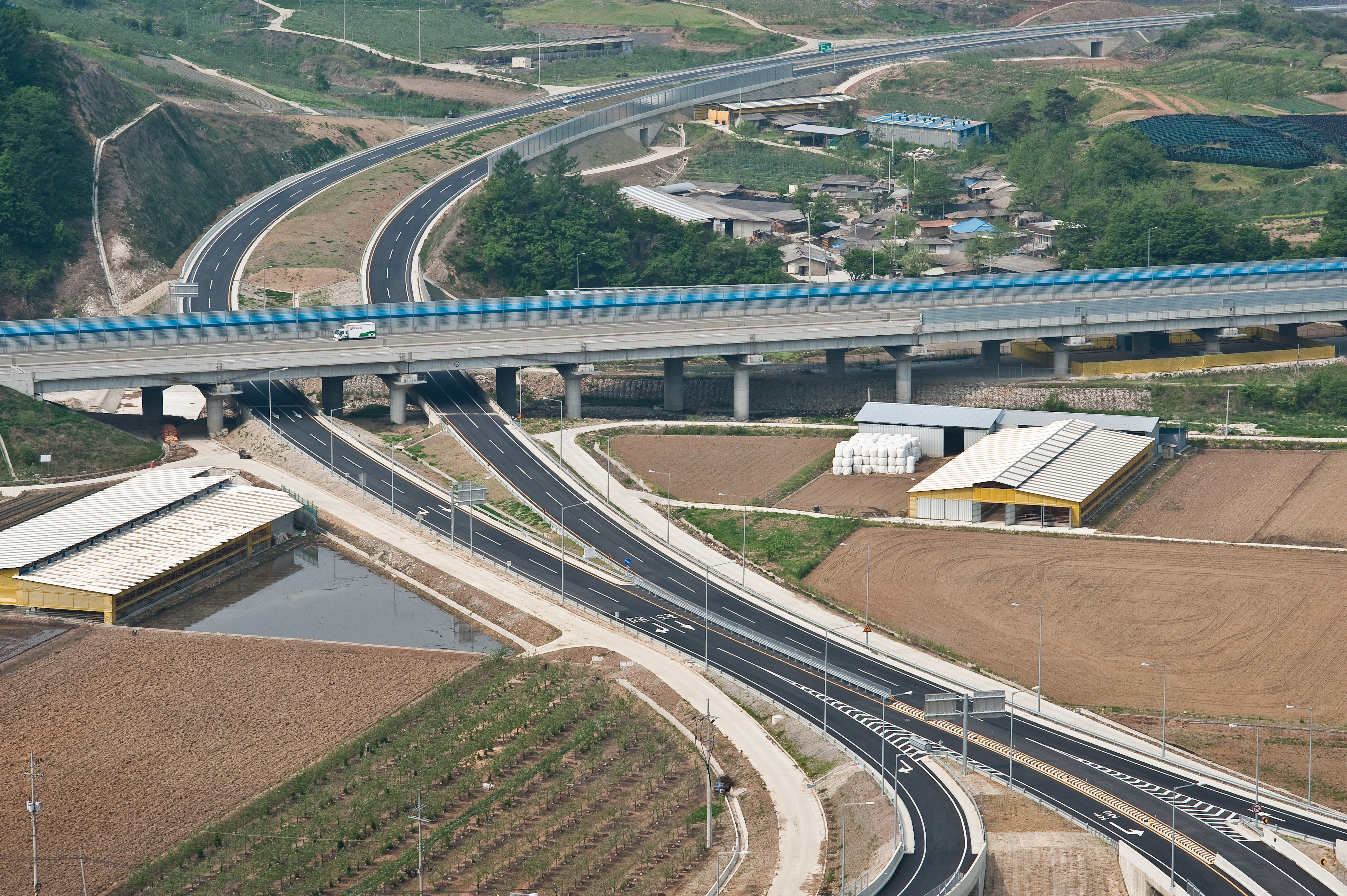
槐山郡的3号国道

位于清州市的清州国际机场是韩国中部地区职能最为完善的中心机场，开通有多条国际、国内航线。除清州市外，清州国际机场还为大田广域市和世宗特别自治市提供机场服务。随着1997年机场的通航，机场周边的公路网线路进行了扩建。中央高速公路、中部高速公路、中部内陆高速公路、湖南高速公路的建设打破了小白山脉的地理壁垒，使忠清北道与岭南、湖南地区实现了一日生活圈:281。

## 文化

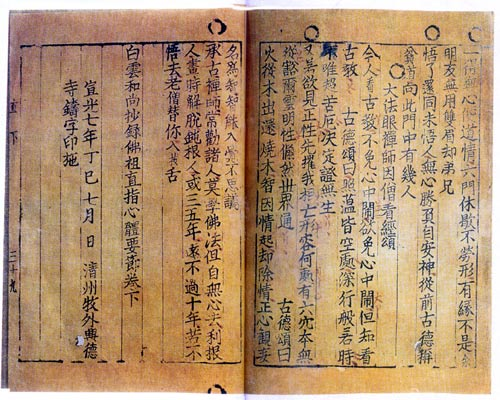
现存世界上最古老的金属活字本《直指心体要节》

忠清北道自古就属于韩国的中部文化圈。忠清北道的两大城市忠州市和清州市分别是统一新罗五小京中的中原京和西原京:279-281。
忠州是统一新罗国土的中央地区。新罗元圣王时期在忠州所建的忠州塔坪里七层石塔，亦称中央塔，是现存最高的新罗石塔，为韩国国宝第6号。忠州南汉江边大门山一带被称为弹琴台。据说这里是新罗真兴王时期归顺新罗的伽倻国乐圣于勒大师演奏伽倻琴的地方。这里亦是壬辰倭乱时期申砬将军在弹琴台之战与日寇背水一战的战场。弹琴台建有忠州文化院、露天音乐厅、忠魂塔、弹琴厅、弹琴台纪碑，乐圣于勒大师追悼碑、申砬将军殉节碑等。最新的考古发现表明弹琴台土城为百济所建:284。

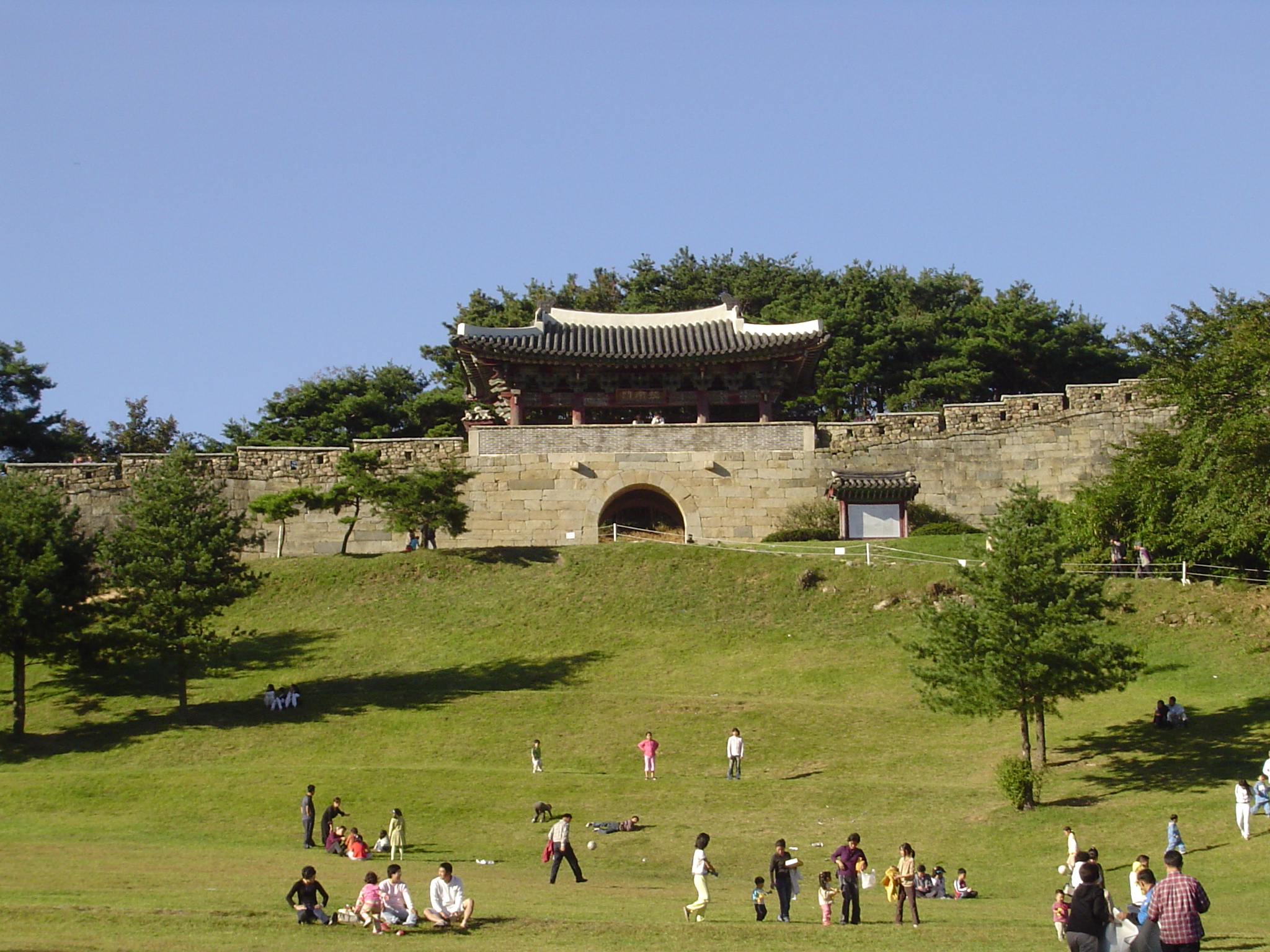
清州是统一新罗五小京之一的西原京。清州上党山城 在名称上沿用了原百济“上党县”的名称。

大韩民国指定史迹第212号清州上党山城是统一新罗时期所建城池，名称上沿用了原百济“上党县”的名称。1377年7月，清州兴德寺用金属活字印制而成的《直指心体要节》是现存世界上最古老的金属活字本。2001年，联合国教科文组织将《直指》纳入世界记忆项目。清州市在兴德寺遗址建有清州古印刷博物馆，并每年举行清州直指祝祭，纪念此世界记忆项目。联合国教科文组织国际记忆遗产中心（ICDH）亦选址清州。
忠州湖和大清湖是位于忠州和清州的两个人工湖。忠州湖因忠州大坝的修建而形成，连接着忠州市、堤川市和丹阳郡。忠州湖景色优美，湖边有月岳山国立公园、锦绣山、玉笋峰及龟潭峰等丹阳八景。大清湖连着清州市和大田广域市和清州市的是韩国第三大湖大清坝北边建有韩国总统的度假别墅青南台（意为“南方青瓦台”）。每年的1月1日，清州是在大清湖举办大清湖迎日庆典。此外，清州还定期举行大清湖马拉松大赛。

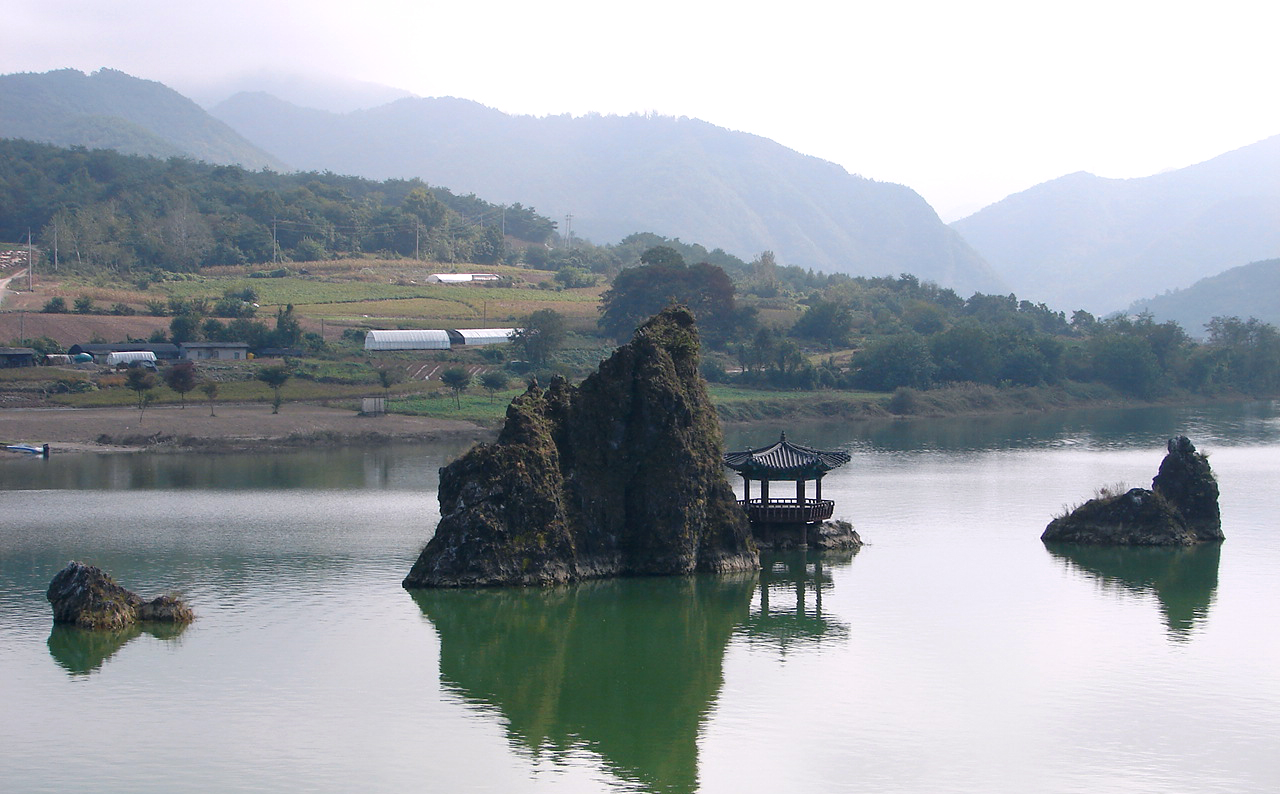
丹阳八景之岛潭三峰

据《东国舆地胜览》和《朝鲜王朝实录》记载，朝鲜世宗曾两次到访清州，用清州的椒井泉水治愈了眼病；朝鲜世祖也曾用椒井泉水治愈皮肤病。椒井泉水因此成为知名矿泉水。清州文化院定期举办椒井泉庆典活动。
丹阳郡是个旅游资源很丰富的地方。丹阳八景是丹阳郡的八处奇岩名胜，有下仙岩、中仙岩、上仙岩、舍人岩、龟潭峰、玉筍蜂、岛潭三峰、石门八景。附近还有第62号天然纪念物侧柏群落。:283
堤川市每年仲夏举办的堤川国际音乐电影节是韩国唯一的音乐电影节。

### 武术文化

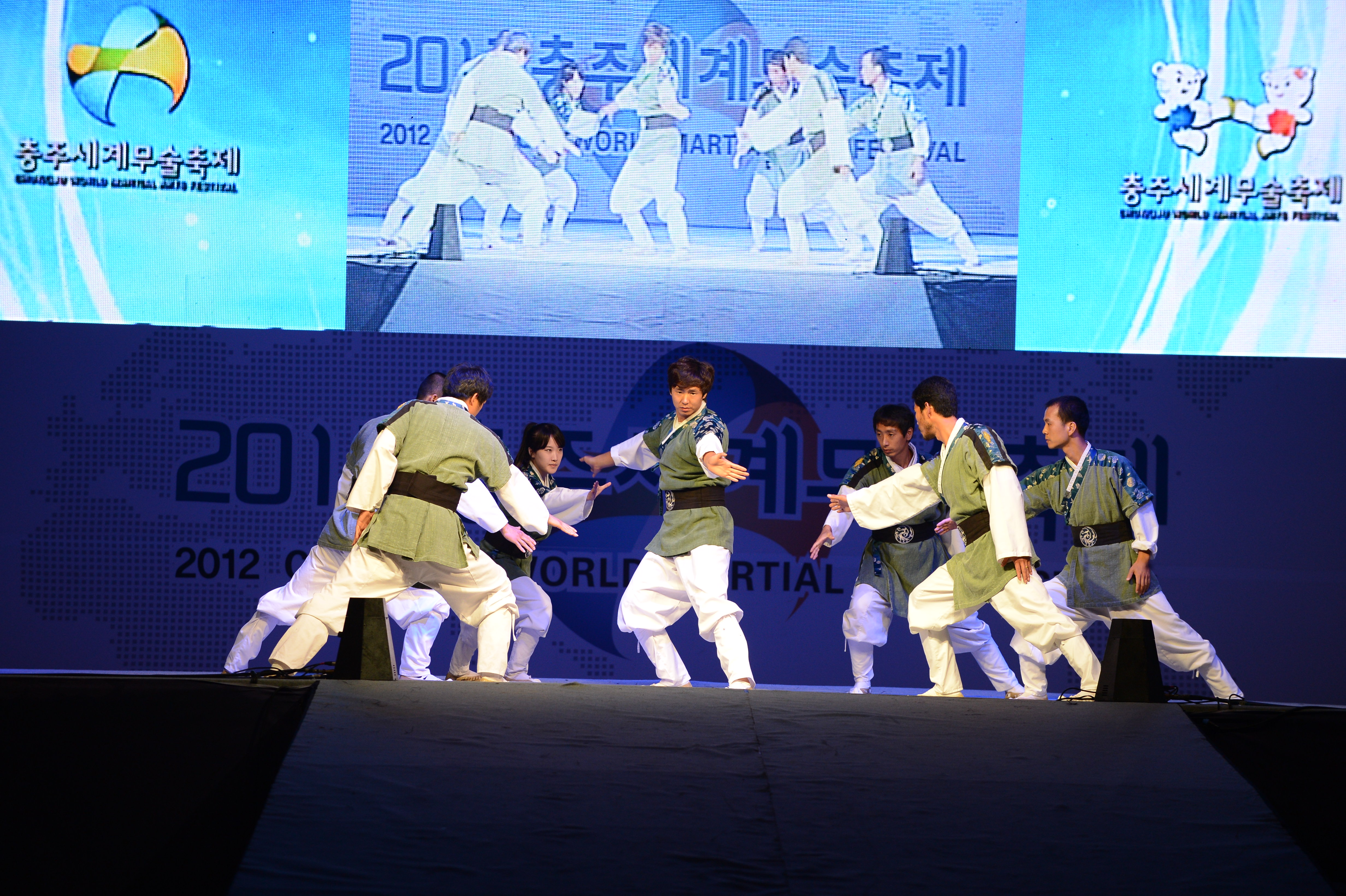
忠州世界武术节

忠州市自1998年开始每年举行以“世界武术和文化的相遇”为主题的世界武术节，旨在将韩国传统武术跆跟推向全世界。忠州世界武术节是韩国唯一的联合国教科文组织协办的庆典。跆跟是第76号国家无形文化财。忠州市每年举办世界跆跟大赛及全国跆跟大赛。
忠州建有世界武术公园以及园内的世界武术博物馆。这里是世界武术节的举办地点。忠州亦是联合国教科文组织下属非物质文化遗产政府间委员会顾问机构世界武术联盟（WoMAU）的总部所在地。

### 国立公园
小白山与长白山、太白山一起被推崇为韩民族的圣山。冬季，小白山有在其它山峰难得一见的雾凇景观。石栎群和树木上绽放的雾凇雪景使小白山在韩国成为冬季山景的代名词。每年5月末小白山杜鹃花盛开的时候，小白山国立公园还举办“小白山杜鹃节”，并进行山神祭、选拔杜鹃花女王等文化活动。小白山莲花峰的峰顶建有韩国国立天文台。:282
地处忠清北道报恩郡、槐山郡和庆尚北道尚州市三地交界处的俗离山是韩国八景之一，1970年被指定为国家公园。俗离山山体以花岗岩为主体，掺杂有变质沉积岩。变质沉积岩部分经常年雨水冲刷后，使花岗岩部分高耸人云，形成高峰深谷的绝妙景致，使其有着光明山、弥智山或小金刚山的美称。千年古刹法住寺与奇峰和漫山的山林相互辉映。俗离山国立公园有天皇峰、毗卢峰、吉祥峰等八峰，文藏台、立石台、神仙台等八台，以及隐瀑洞溪谷、龙游洞溪谷、双龙瀑布、五松瀑布、龙华温泉等景观。:282

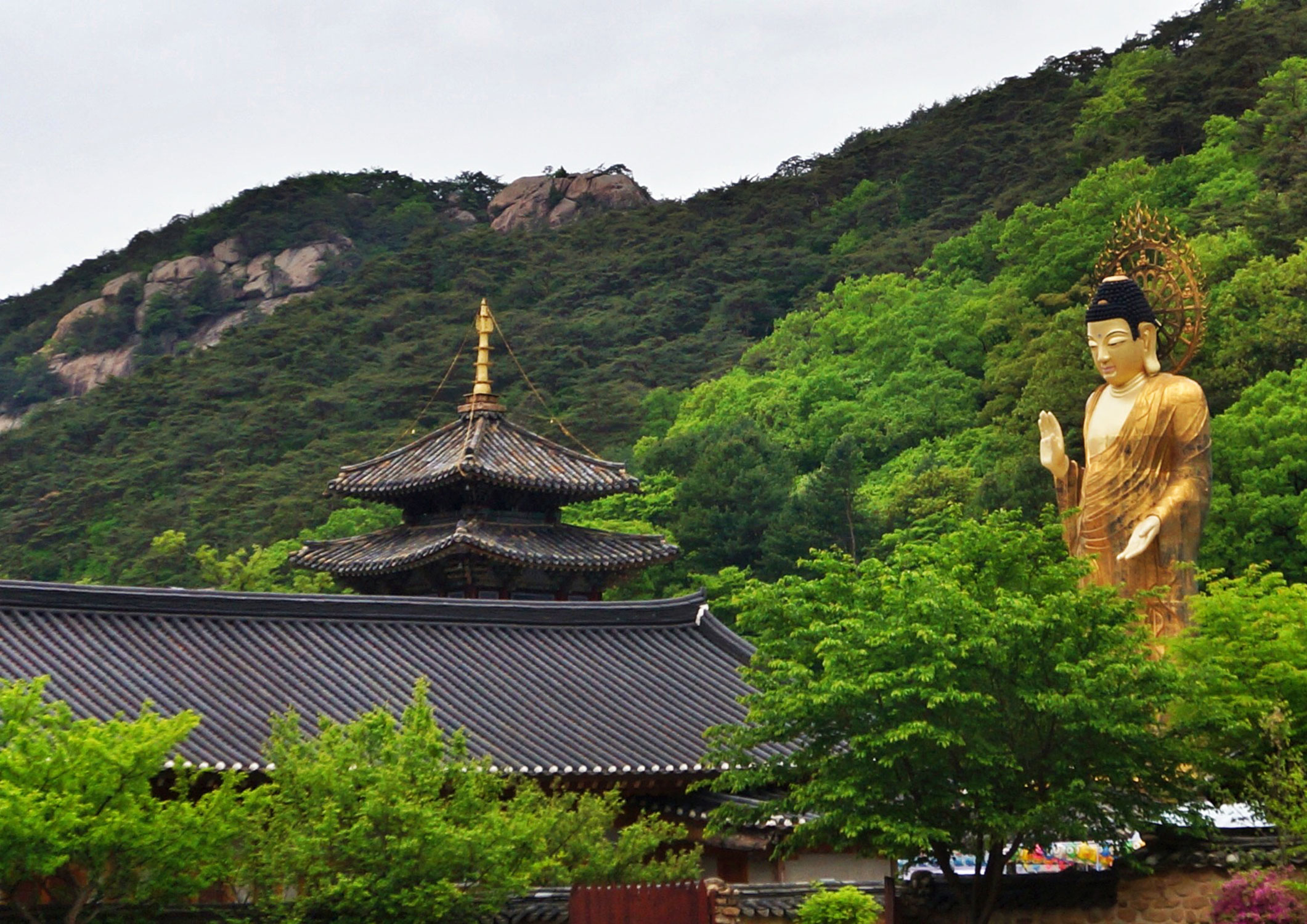
俗离山国立公园

月岳山国立公园地跨堤川市、忠州市、丹阳郡、闻庆市等四个市、郡，于1984年12月31日被指定为韩国国立公园。月岳山的灵峰自古以来被视为神山，因此被称为“灵峰”、“国师峰”。月岳山国立公园是个自然资源与文化资源完美结合的典范。其周边分布着忠州湖、闻庆鸟岭道立公园和堤川的义林池，丹阳赤城史前遗址，以及在石灰岩地带上形成的众多洞窟、清风文化遗产园等文化自然资源。公园内还保留有弥勒寺遗址、德周寺、神勒寺、摩崖佛弥勒寺遗址，频迅寺遗址狮子石塔，德州山城等众多文化遗产。:282-283

### 教育
忠清北道的综合性国立大学忠北大学是10所韩国国立旗舰大学之一。

## 姐妹省份[28]
| - 美国 爱达荷州 - 日本 山梨县 - 中华人民共和国 黑龙江省 | - 墨西哥 科利马州 - 阿根廷 丘布特省 - 印度尼西亞 中爪哇省 | - 中华人民共和国 广西壮族自治区 - 越南永福省 - 中华人民共和国 湖北省 |